# Melipotis prunescens
Melipotis prunescens là một loài bướm đêm trong họ Erebidae.